# Xenoctenus marmoratus
Xenoctenus marmoratus är en spindelart som beskrevs av Cândido Firmino de Mello-Leitão 1941. 
Xenoctenus marmoratus ingår i släktet Xenoctenus och familjen taggfotsspindlar. Inga underarter finns listade i Catalogue of Life.